# River Loddon
Der etwa 45 km lange River Loddon ist ein Fluss in Hampshire und Berkshire, England. Er entsteht als Abfluss des Peat Moor zwischen Basingstoke und Old Basing.

## Verlauf
Der River Loddon fließt in Mäandern in nördlicher bzw. nordöstlicher Richtung bis zu seiner Mündung in die Themse westlich von Wargrave. Zwischen Hurst und Twyford im Osten und Woodley Green – einem Vorort von Reading – und Charvil im Westen teilt sich sein Lauf in zwei Arme – den River Loddon und den Old River.

## Geschichte
Spätestens seit dem 14. Jahrhundert befanden sich am Fluss zahlreiche Wassermühlen.

## Botanik
Am River Loddon gibt es kurze Teilgebiete mit der ansonsten in England nicht vorkommenden und auch in anderen Teilen Europas selten gewordenen Sommer-Knotenblume (Leucojum aestivum, hier Loddon Lily genannt).

## Angeln
Mehrere Abschnitte am Fluss gelten als gute Angelreviere.